# Cryptodus variolosus
Cryptodus variolosus är en skalbaggsart som beskrevs av White 1841. Cryptodus variolosus ingår i släktet Cryptodus och familjen Dynastidae. Inga underarter finns listade i Catalogue of Life.